# Carlos Contreras
Carlos Raúl Contreras Guillaume (Santiago, 1938. október 2. – 2020. április 17.) chilei válogatott labdarúgó.
A chilei válogatott tagjaként részt vett az 1962-es világbajnokságon.

## Sikerei, díjai
Universidad de Chile
- Chilei bajnok (6): 1959, 1962, 1964, 1965, 1967, 1969

Chile
- Világbajnoki bronzérmes (1): 1962